# Banasa tumidifrons
Banasa tumidifrons är en insektsart som beskrevs av Thomas och Yonke 1981. Banasa tumidifrons ingår i släktet Banasa och familjen bärfisar. Inga underarter finns listade i Catalogue of Life.